# Фейрвотер (Вісконсин)
Фейрвотер (англ. Fairwater) — селище (англ. village) в США, в окрузі Фон-дю-Лак штату Вісконсин. Населення — 346 осіб (2020).

## Географія
Фейрвотер розташований за координатами 43°44′31″ пн. ш. 88°52′17″ зх. д. / 43.74194° пн. ш. 88.87139° зх. д. (43.741811, -88.871500).  За даними Бюро перепису населення США в 2010 році селище мало площу 1,95 км², з яких 1,91 км² — суходіл та 0,05 км² — водойми.

## Демографія
Згідно з переписом 2010 року, у селищі мешкала 371 особа в 152 домогосподарствах у складі 108 родин. Густота населення становила 190 осіб/км².  Було 160 помешкань (82/км²).
Расовий склад населення:
| - 95,1 % — білих - 0,8 % — чорних або афроамериканців - 0,5 % — корінних американців - 0,3 % — азіатів - 3,2 % — осіб інших рас |

До двох чи більше рас належало 0,0 %. Частка іспаномовних становила 6,5 % від усіх жителів.
За віковим діапазоном населення розподілялося таким чином: 23,5 % — особи молодші 18 років, 62,2 % — особи у віці 18—64 років, 14,3 % — особи у віці 65 років та старші. Медіана віку мешканця становила 38,9 року. На 100 осіб жіночої статі у селищі припадало 102,7 чоловіків;  на 100 жінок у віці від 18 років та старших — 110,4 чоловіків також старших 18 років.
Середній дохід на одне домашнє господарство  становив 55 914 долари США (медіана — 52 083), а середній дохід на одну сім'ю — 67 548 доларів (медіана — 67 750). Медіана доходів становила 39 000 доларів для чоловіків та 30 714 долари для жінок. За межею бідності перебувало 7,9 % осіб, у тому числі 12,5 % дітей у віці до 18 років та 0,0 % осіб у віці 65 років та старших.
Цивільне працевлаштоване населення становило 200 осіб. Основні галузі зайнятості: виробництво — 31,5 %, роздрібна торгівля — 14,0 %, освіта, охорона здоров'я та соціальна допомога — 14,0 %.